# Clubiona kularensis
Clubiona kularensis – gatunek pająka z rodziny aksamitnikowatych, zamieszkujący północną Rosję. Nazwa gatunkowa pochodzi od wsi Kular w pobliżu której został odłowiony holotyp.

## Opis
Samiec ma ciało długości 3,9 do 4,2 mm, karapaks długości od 1,78 do 1,83 mm i szerokości od 1,4 do 1,43 mm. Samica nieco większa, o ciele długości do 5,7 mm, a karapaksie długości do 2,07 mm i szerokości do 1,5 mm. Barwa ciała od jasnobrązowej do żółtobrązowej. Odwłok ze słabo zaznaczonym wzorem w kształcie serca i poprzecznym pasem za nim. Szczękoczułki brązowe. Odnóża barwy karapaksu.

## Występowanie
Gatunek jest endemitem arktycznej Rosji. Opisany na podstawie okazów odłowionych w rejonie dolnego biegu rzeki Jany w północno-wschodniej Jakucji.